# 챈섭
챈섭(ChanServ 챈서브[*])은 IRC 채널 등록 및 접근 정보를 유지보수하는 일종의 IRC 서비스이다. 만약 어떤 채널이 챈섭을 가지고 등록되었다면, 그 채널의 오너(owner)는 챈섭을 사용하여 IRC 채널 오퍼레이터 권한을 획득함으로써, 채널을 제어권을 가져올 수 있다.
또한 대부분의 채널 서비스 봇(bot)들은 기타 채널 관리 옵션을 채널의 오너(owner)에게 제공한다.